# Clematis huchouensis
Clematis huchouensis är en ranunkelväxtart som beskrevs av Michio Tamura. Clematis huchouensis ingår i släktet klematisar, och familjen ranunkelväxter. Inga underarter finns listade i Catalogue of Life.